# Stenurella nigra
Stenurella nigra là một loài bọ cánh cứng trong họ Cerambycidae.

## Hình ảnh

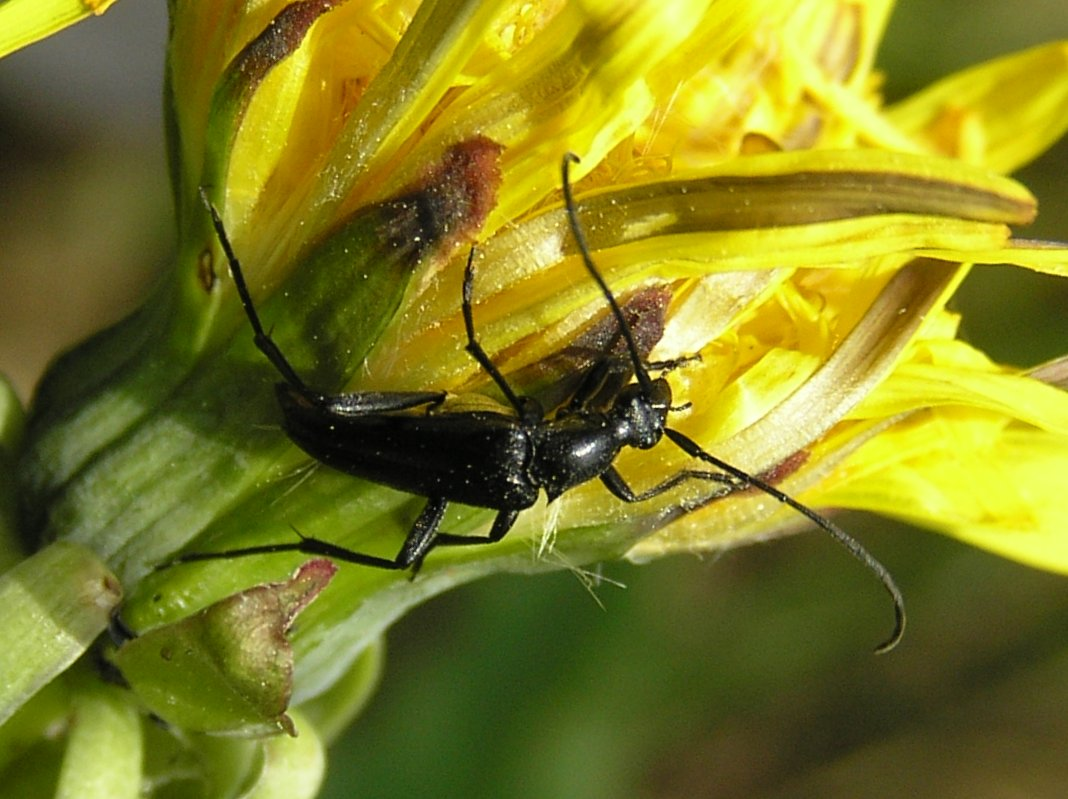
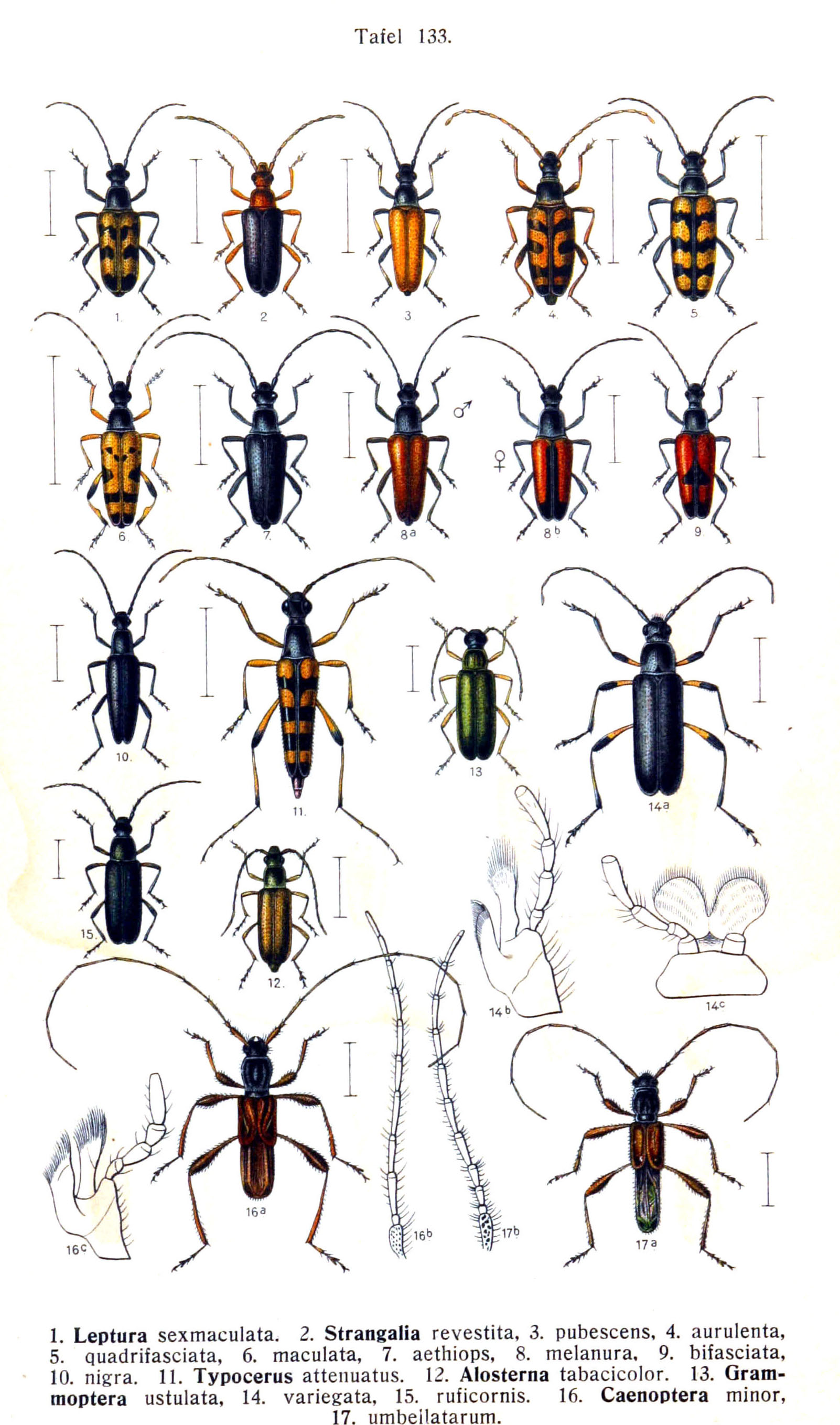